# Staņislavs Lugailo
Staņislavs Lugailo   (Sukhumi, 1 de gener de 1938 - Kramatorsk, 11 d'abril de 2021) fou un jugador de voleibol letó que va competir sota bandera soviètica durant la dècada de 1960.
El 1964 va ser convocat per prendre part en els Jocs Olímpics de Tòquio, on guanyà la medalla d'or en la competició de voleibol. No jugà cap partit. Un cop retirat va exercir d'entrenador, entre d'altres, de la selecció femenina de les Filipines.